# Lophostreptus ulopygus
Lophostreptus ulopygus är en mångfotingart som beskrevs av Carl Graf Attems 1928. Lophostreptus ulopygus ingår i släktet Lophostreptus och familjen Spirostreptidae. Inga underarter finns listade i Catalogue of Life.